# Школска библиотека
Школске библиотеке су јединице образовне установе које нуде потребне књиге и изворе учесницима образовног процеса. Организоване су са циљем да помажу образовно-васпитни процес. Улога школске библиотеке дефинисана је наставним планом и програмом. Услове рада, неопходну опрему и простор дефинишу прописи из области образовања и прописи из области библиотекарства.
Циљ медијског центра школске библиотеке је да обезбеди да сви чланови школске заједнице имају једнак приступ „књигама и читању, информацијама и информационој технологији“. Медијски центар школске библиотеке „користи све врсте медија ... је аутоматизован и користи Интернет [као и књиге] за прикупљање информација." Школске библиотеке се разликују од јавних библиотека, јер служе као „лабораторије оријентисане на ученике које подржавају, проширују и индивидуализују школски програм ... Школска библиотека служи као центар и агенција за координацију за сав материјал који се користи у школи.”
Истраживачи су показали да школске библиотеке имају позитиван утицај на достигнућа ученика кроз више од 60 студија које су спроведене у 19 америчких држава и једној канадској провинцији. Главни налаз ових студија био је да су ученици који имају приступ медијском програму школске библиотеке са добром подршком квалификованих специјалиста за медије школске библиотеке, постизали боље резултате на проценама читања без обзира на њихов социо-економски статус. Поред тога, једна студија спроведена у Охају открила је да 99,4% испитаних ученика сматра да су им школски библиотекари и медијски програми школских библиотека помогли да успеју у школи. Извештај који је известио о сличним закључцима саставила је Мишел Лонсдејл у Аустралији 2003. године.

## Историја
Раније су формулисане као одељења у саставу школе у којима се складишти књижна грађа као подршка наставном процесу. Сада се акценат ставља на пружање информације кориснику и обучавању вештинама информационе писмености.
Школске библиотеке су укључене у наставни процес, оне треба да помогну ђацима у учењу, стварању способности за коришћење различитих извора информација и да им омогући приступ свим информацијама. Ученици би требало да активно учествују у трагању за знањем, а школска библиотека је ту да их усмери и да им помогне. Такође би требало да научи децу љубави према књизи и читању. Библиотеке основних и средњих школа могу користити само ученици, наставници и запослени у школи.

## Фонд
Фонд школске библиотеке треба да задовољи потребе корисника у погледу образовања, иформација, личног развитка. Формира се у складу са наставним програмом школе у којој се налази.
У фонду се налази лектира, стручна литература, уџбеници, класична књижевност, стручна и научна литература из свих области, референсна збирка, периодика, дечја књижевност, белетристика. У део издвојен за наставнике улазе и закони и подзаконска акта, приручници. У основним школама треба да буде 60% грађе везане за матерњи језик и 40% за остале предмете, а у средњим школама тај однос је 50%-50%.
Свака школска библиотека мора да има најмање 2000 библиотечких јединица тј. 10-12 књига по ученику (и електронске публикације). Величина простора библиотеке одређује се према броју ученика.
Фонд у основној школи је подељен на наставнички и ученички, а у средњим школама је фонд обједињен.
Дешава се да се приступ информацијама остварује у делимичном облику, што је узроковано недовољном, неосмишљеном набавком, финансијском и другом подређеношћу, невештином библиотекара, језичким баријерама.

## Библиотекар
У школским библиотекама библиотекар је припадник стручног особља који је одговоран за планирање рада и управљање школском библиотеком. Библиотекар има и задатак да прикаже нове изворе знања (најчешће кад су у питању изборни предмети). Школски библиотекар организује и ваннаставне активности и помаже наставнику у организацији наставе.
Школски библиотекари су у обавези да полажу испит за лиценцу пред одговарајућом комисијом Министарства просвете. Од њих се очекује да се континуирано усавршавају.
Посебну пажњу библиотекари посвећују тинејџерима, јер они у том узрасту пажњу посвећују другим стварима, а књигу често запостављају. Труде се да их привуку књигама које су им интересантне и које садрже оно што их занима. Посебна пажња се посвећује и деци с посебним потребама.
Библиотекари и наставници у школским библиотекама су само посредници између детета и фонда, тј. детета и информација, знања. У циљу доступности информација ученицима на свим образовним нивоима, UNESCO даје препоруке за рад школских библиотекара.
Године 2006. је настало Друштво школских библиотекара Србије који за циљ имају решавање проблема у вези са школским библиотекама и њиховим библиотекарима.

## Сарадња јавних и школских библиотека
Школске и јавне библиотеке једне локалне заједнице се удружују и делују паралелно и заједно чине библиотечку мрежу локалне заједнице.
Овим библиотекама су заједнички корисници, као и мисија коју имају у образовању нације, визија коју пласирају својом делатношћу.
Јавне библиотеке у школама виде највеће сараднике јер оне пружају сличне услуге и упућују нове генерације ка библиотекама.
Ова сарадња је значајна за школске библиотеке јер се проширује понуда, могућност активирања школског књижног фонда у ширем окружењу, и могућност да школска библиотека преко мреже буде активан чинилац библиотечког система.
Због ове сарадње мрежа за задовољење културних и образовних потреба становника те територије је гушћа и сви књижни ресурси на тој територији се активно користе. То је значај ове сарадње за локалну заједницу.
Потенцијали ове сарадње су образложени у Смерницама за школске библиотеке из 2002. године, а то су:
- заједничка обука особља
- кооперативна изградња библиотечких збирки
- заједничка реализација програма и пројеката
- координација електронских услуга и мрежа
- сарадња у програмима образовања корисника
- посете одељења ученика јавној библиотеци
- заједнички пројекти промоције читања и информационог описмењавања
- заједнички маркетинг библиотечких услуга усмерен на децу и младе.

## Школске библиотеке у свету
- Школска библиотека у Великој Британији
- Школска библиотека у Кореји
- Библиотека у Словенији 1964. године
- Школска библиотека у Португалу